# Welwitschia mirabilis
Welwitschia mirabilis es la única especie del género Welwitschia (monotípico), que a su vez es el único género de la familia Welwitschiaceae, perteneciente a las gimnospermas. Es endémica del desierto del Namib, entre Angola y Namibia.

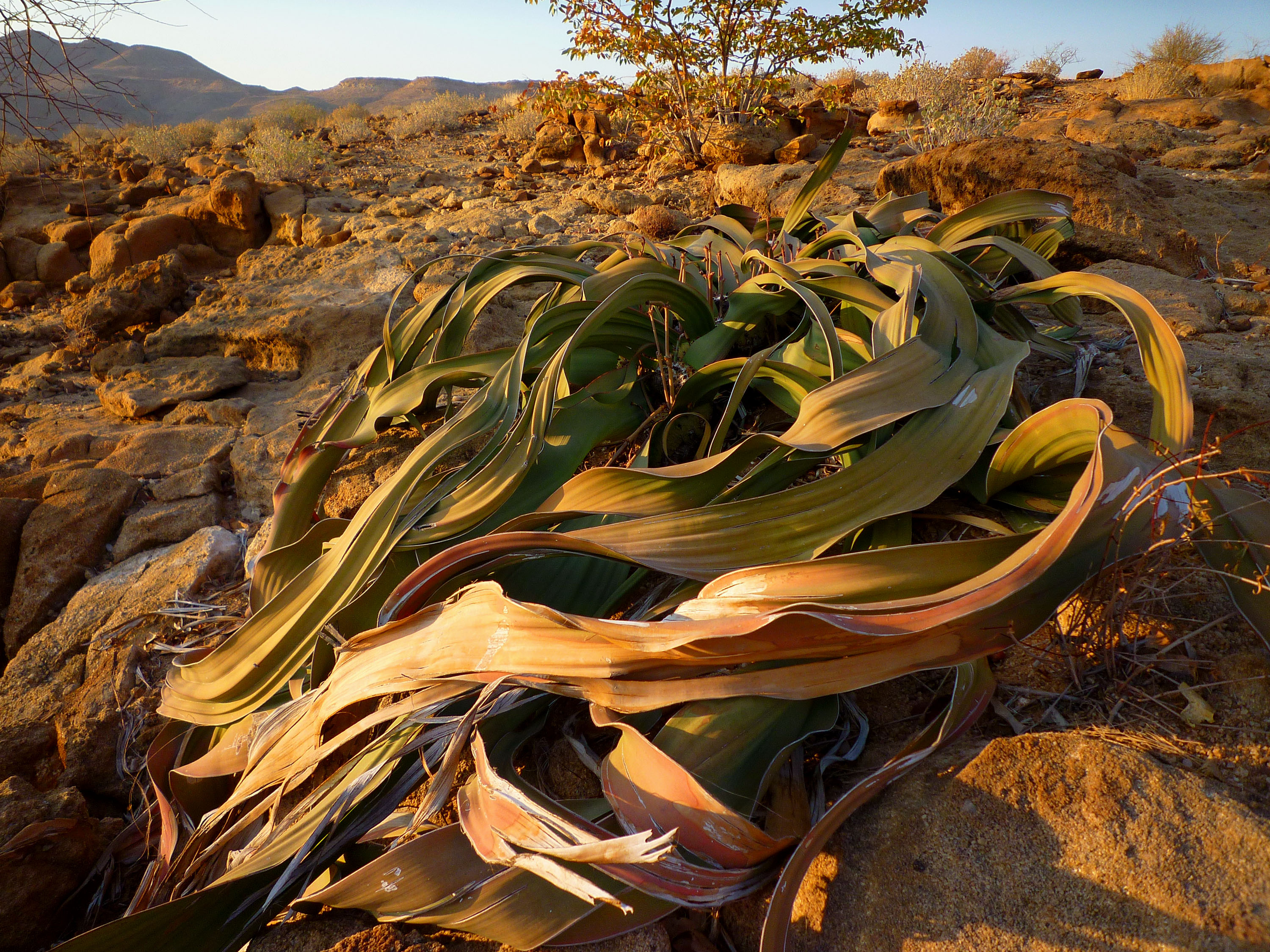
Welwitschia en el bosque petrificado de Khorixas (Namibia).

## Descripción
Es una planta desértica que crece de un tronco grueso escindiendo dos únicas hojas de crecimiento continuo. Tras la germinación, los cotiledones crecen 25-35 mm y se van transformando en estas dos hojas. Después de que éstas aparezcan, los capullos de los cotiledones emergen y dentro de ellos degeneran los extremos de crecimiento causando la elongación de los capullos. Es la única especie que no presenta traqueidas en la estructura interna del eje caulinar. La especie se reproduce por semillas, que deben mantenerse húmedas las dos primeras semanas y expuestas a la luz y al calor. Es relativamente frecuente encontrar en ellas esporas de  Aspergillus niger, que causa una leve putrefacción después de la germinación, por lo que se intenta evitar en jardines botánicos. 
La especie es dioica y es difícil determinar la edad de las plantas, aunque se cree que pueden llegar a vivir más de 1000 años, incluso 2000.
Se cree que la planta absorbe el agua a través de estructuras peculiares en sus hojas que le sirven para aprovechar el rocío nocturno del desierto. Friedrich Welwitsch la descubrió en 1860, considerándose una de las plantas más raras que existen y bastante apreciada por coleccionistas. Está en peligro.

## Símbolo
Esta planta es un símbolo nacional en Namibia. La más alta condecoración de la República lleva su nombre: Orden de la Antiquísima Welwitschia Mirabilis.
En Angola la Welwitschia mirabilis es denominada tombwa y una ciudad es llamada así.

## Taxonomía
Welwitschia mirabilis fue descrita por Joseph Dalton Hooker y publicado en The Gardeners' Chronicle & Agricultural Gazette 4: 71. 1862.
Etimología
Welwitschia: el nombre fue otorgado en honor del botánico austriaco Friedrich Martin Josef Welwitsch.
mirabilis: epíteto latín que significa "maravilloso, extraordinario"
Variedad aceptada
- Welwitschia mirabilis subsp. namibiana Leuenb.[4]

Sinonimia
subsp. namibiana Leuenb.
- Tumboa bainesii Hook.f.
- Welwitschia bainesii (Hook.f.) Carrière[5][6]

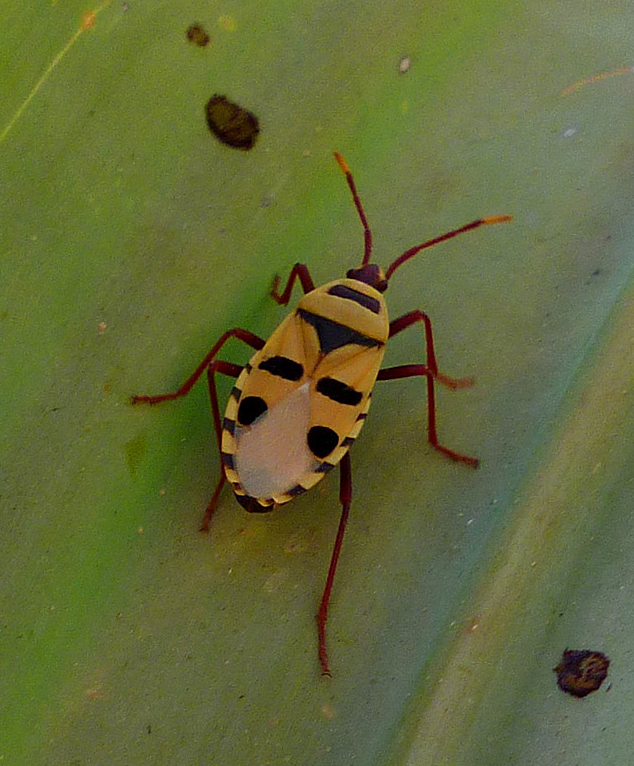
Chinche Odontopus sexpunctatus, principal polinizador
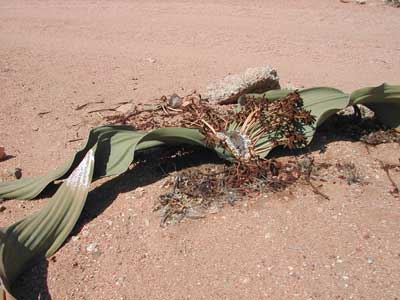
Planta macho, estróbilos productores de polen
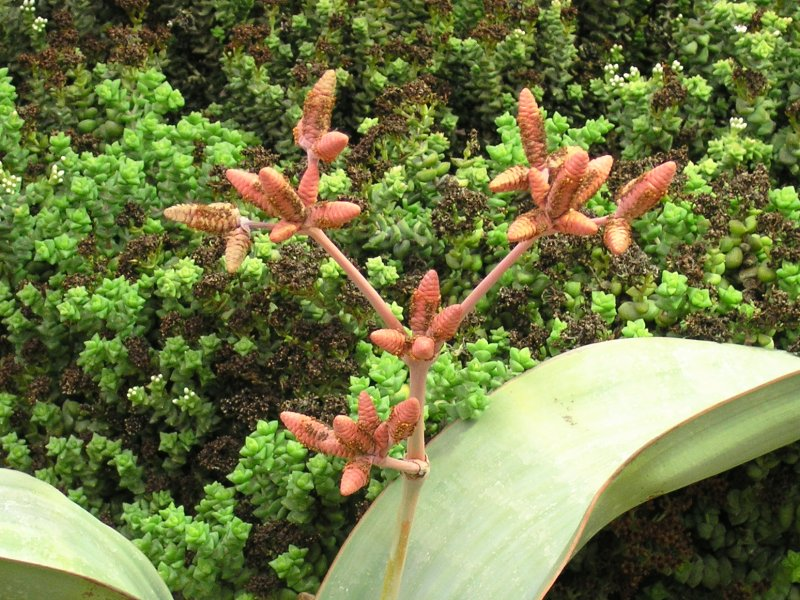
Planta macho (detalle)
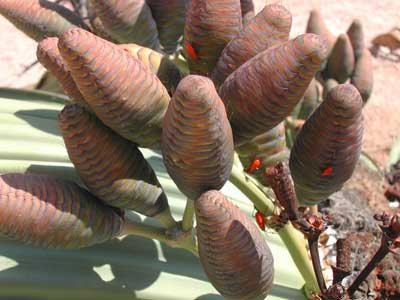
Planta hembra, con estróbilos productores de óvulos
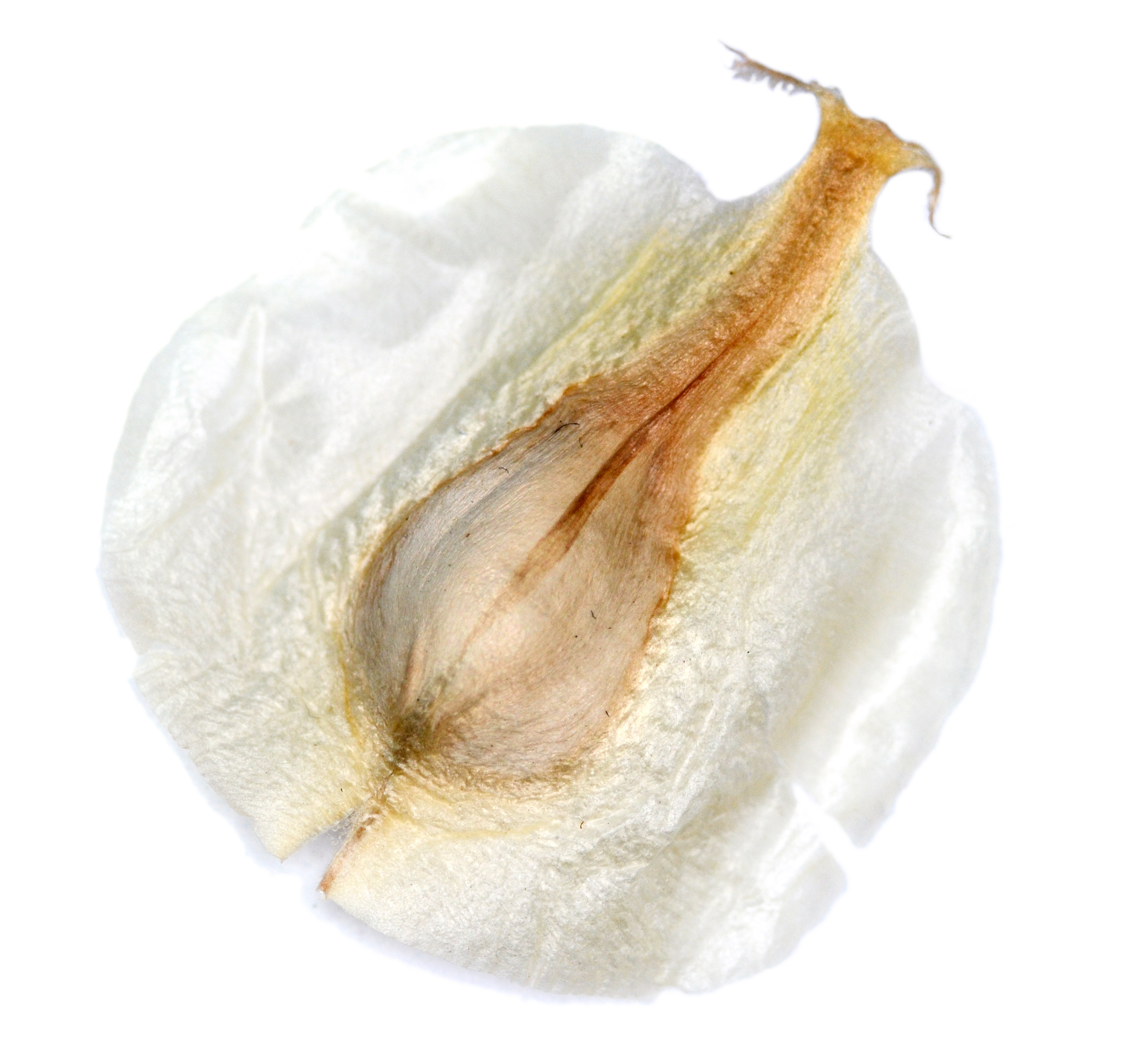
Semilla